# Брандль, Петр
Петр Ян Брандль (чеш. Petr Jan Brandl, нем. Peter Johann Brandl — Петер Иоханн Брандль, подписывался как Petrus Brandl; 24 октября 1668 — 24 сентября 1735) — чешский живописец позднего барокко.

## Биография
Его мать происходила из чешской крестьянской семьи, отец был кузнецом. Брандль обучался живописи примерно в 1683—1688 годах у Кристиана Шрёдера (1655—1702).
Для творческой манеры Брандля характерен густой, широкий мазок (техника импасто), использование мощной светотени, эмоциональная взволнованность персонажей, динамичная композиция. Исполнял алтарные образы для церквей Богемии. Был известен также как портретист. Работы Брандля хранятся в музеях и церквях Праги, Кутна-Горы, Градец-Кралове.
Другом Брандля был другой известный чешский художник — Ян Купецкий.

## Галерея

Примеры картин Петра Брандля
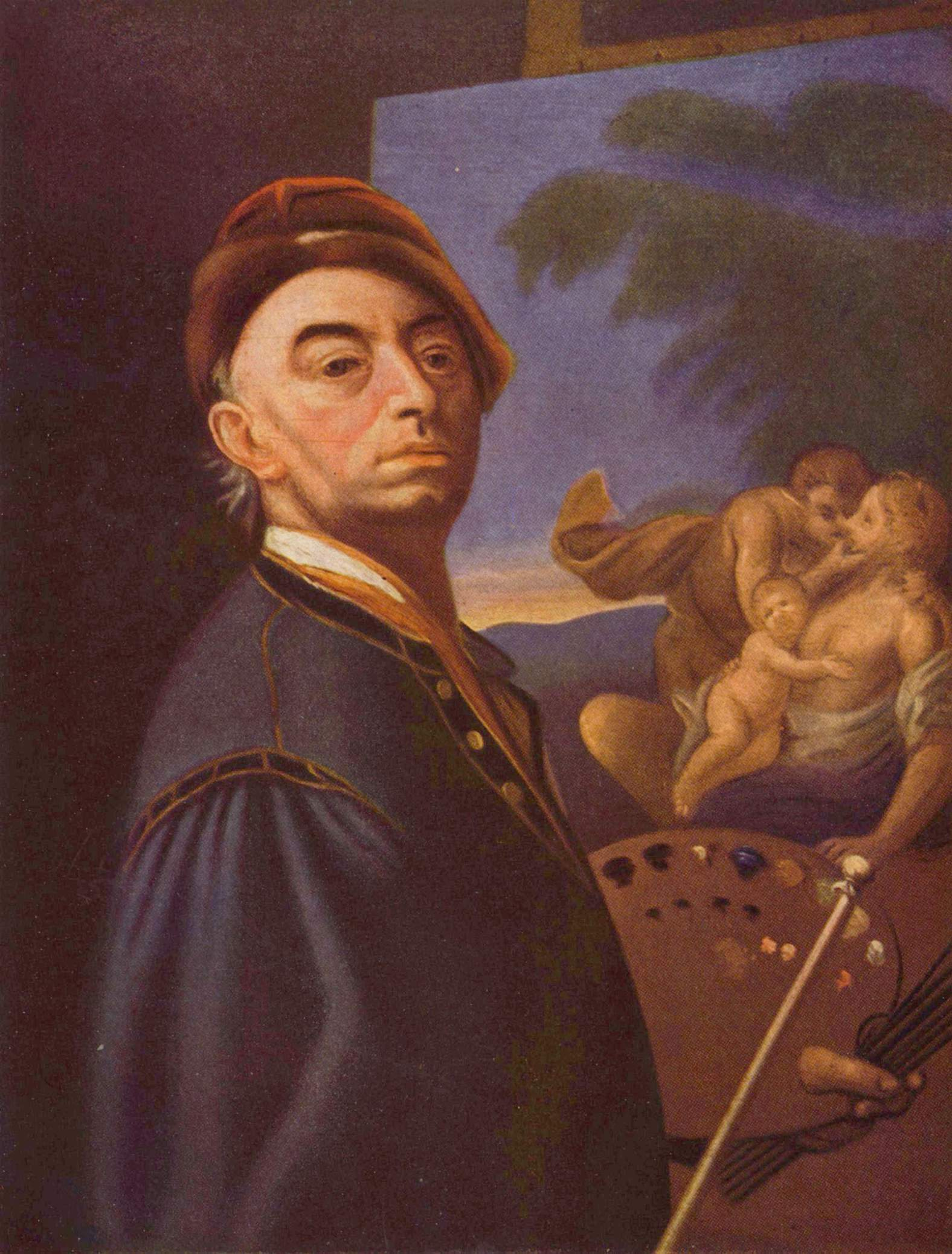
Автопортрет, ок. 1720
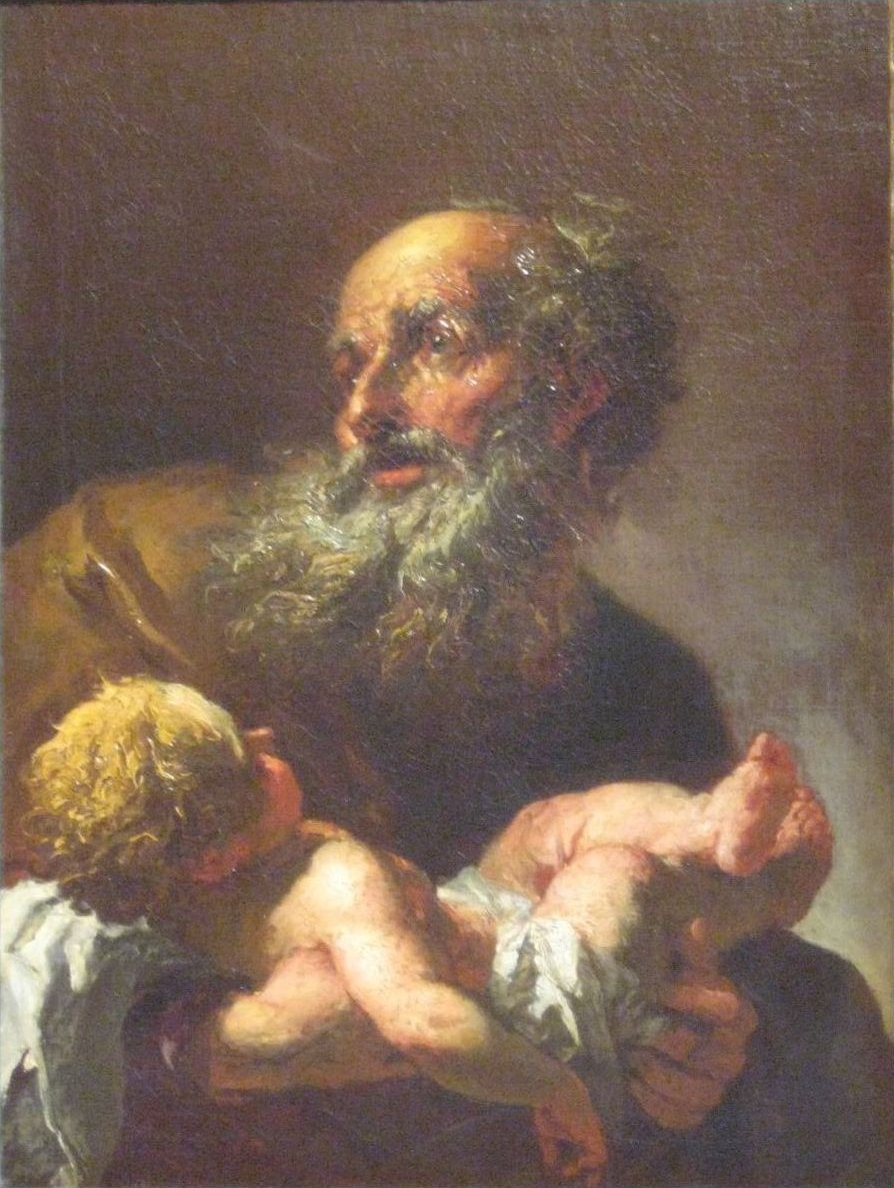
Симеон с младенцем Иисусом, после 1725
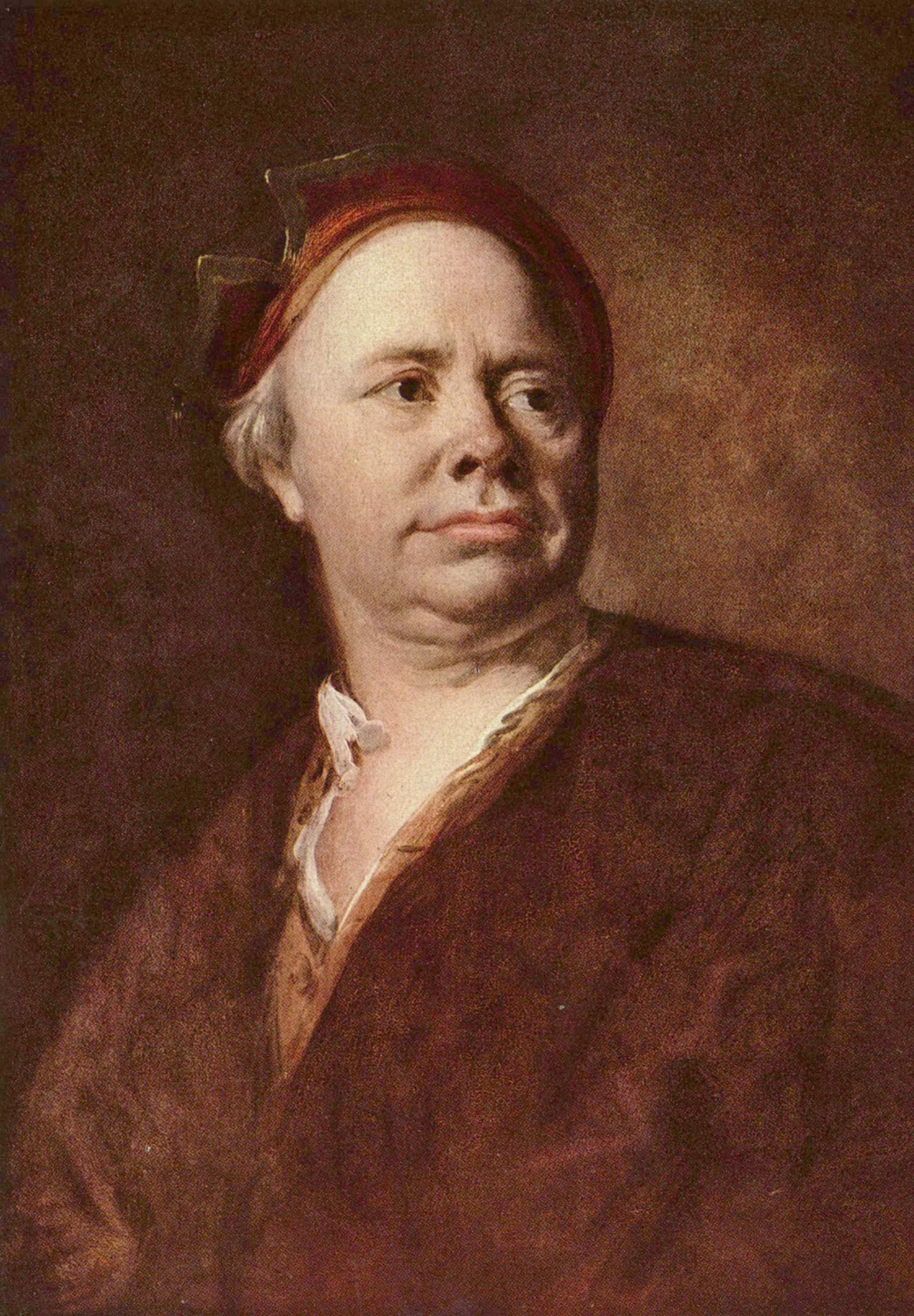
Мужской портрет, после 1725
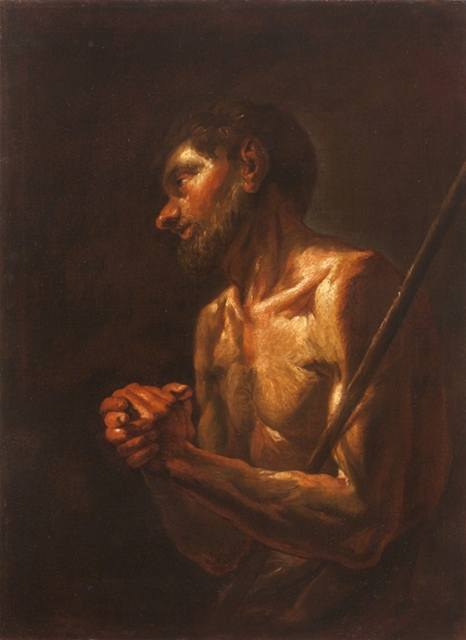
Бедняк, ок. 1730
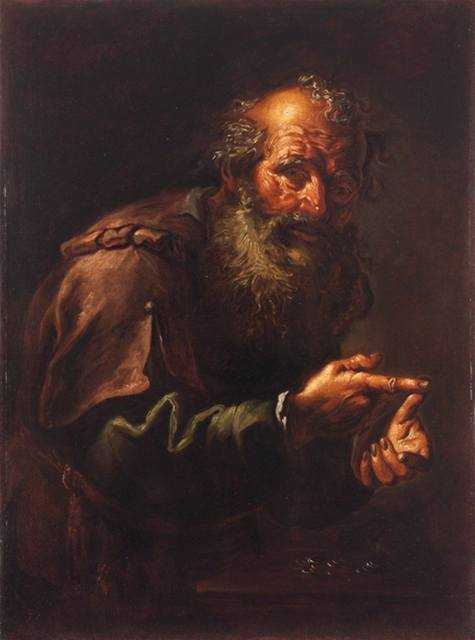
Богач, ок. 1730
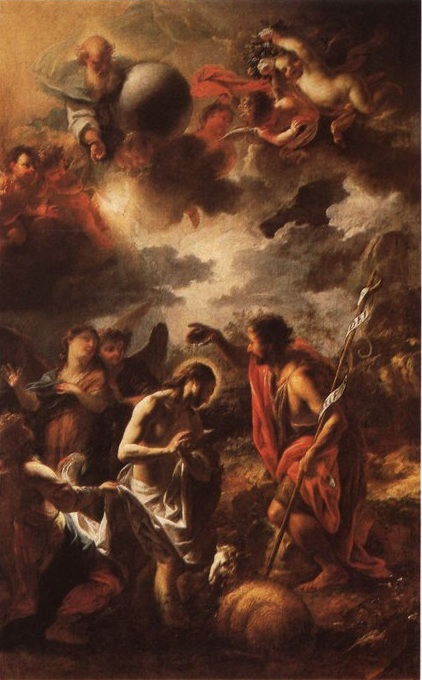
Крещение Иисуса Христа
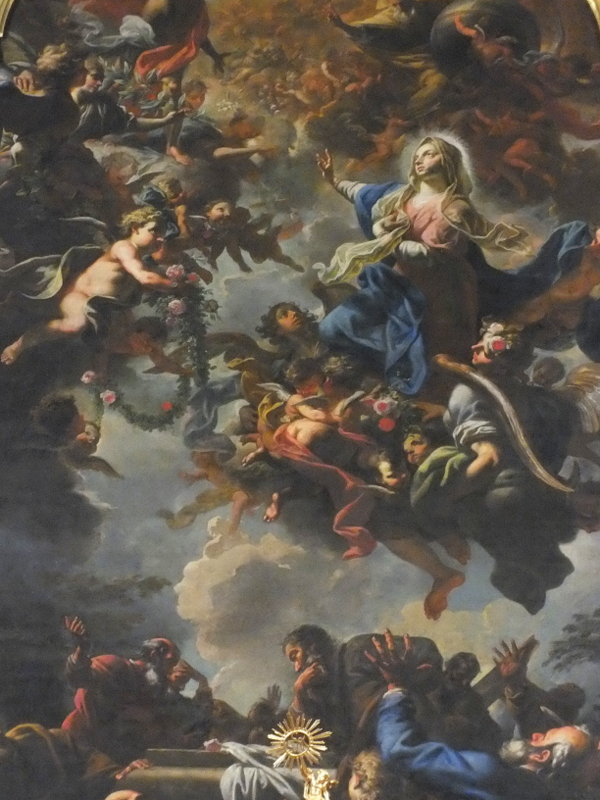
Вознесение Девы Марии